# 霍華德城 (密歇根州)
霍華德城（英語：Howard City）是位於美國密歇根州蒙卡爾姆縣皮爾遜鎮區及雷諾茲鎮區的一個村。

## 人口
根據2020年美國人口普查的數據，霍華德城的面積為6.34平方千米，當中陸地面積為6.25平方千米，而水域面積為0.09平方千米。當地共有人口1839人，而人口密度為每平方千米290人。